# Via dello Statuto

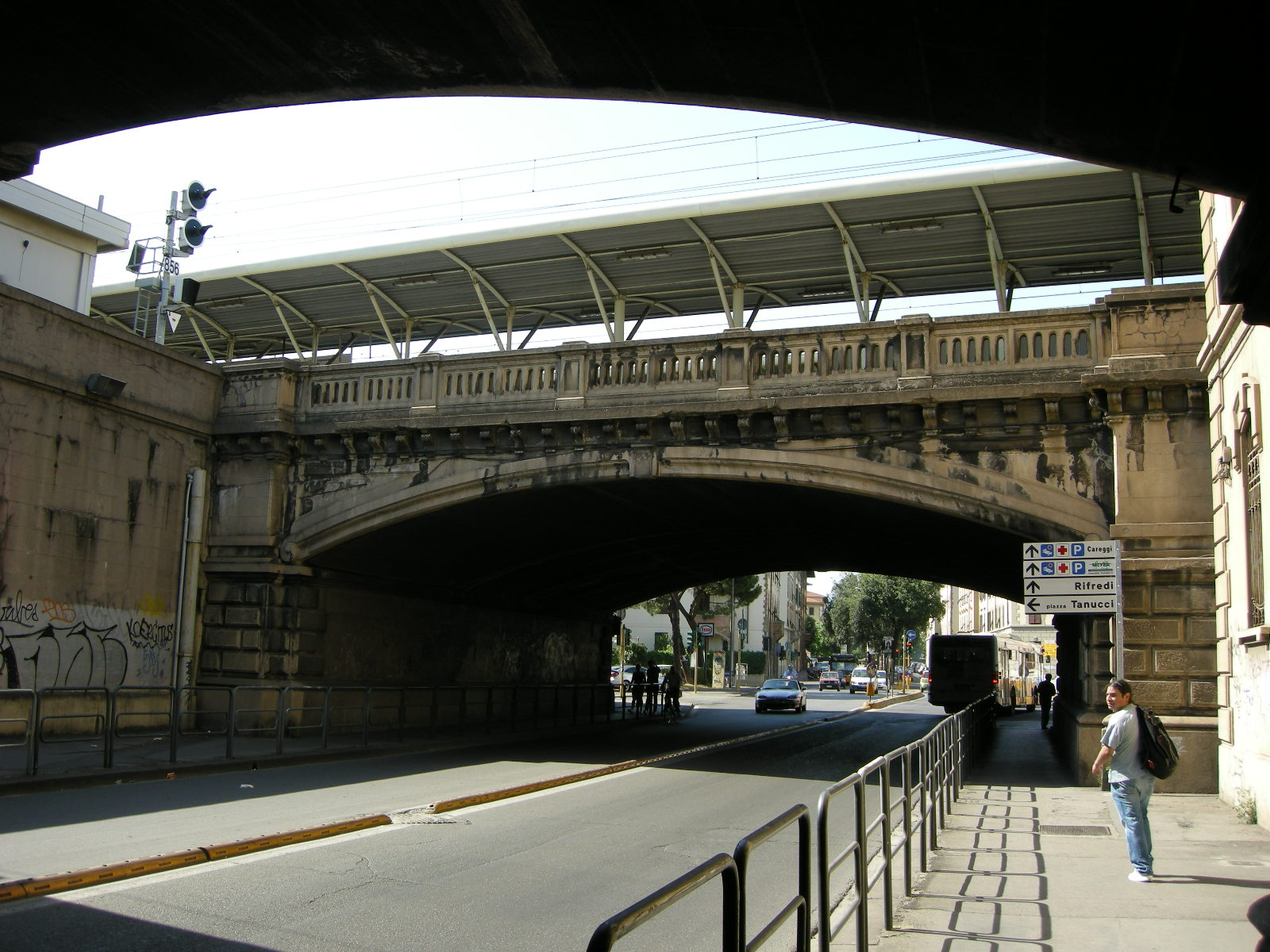
Cavalcavia ferroviario alla fine della strada

Via dello Statuto è un'importante strada di Firenze che conduce dal centro in direzione nord verso il quartiere di Rifredi e l'Ospedale di Careggi e dà il nome all'omonima zona della città.
La via ha origine diramandosi da Viale Filippo Strozzi, prosegue per circa 500 metri fino a incrociare perpendicolarmente la ferrovia che la sorpassa con un cavalcavia e si immette in piazza Ludovico Antonio Muratori dove, su un secondo cavalcavia, sorge la stazione di Firenze Statuto.
La strada, che dà il nome alla zona cittadina circostante, è percorsa dalla Linea 1 della rete tranviaria di Firenze e ne ospita l'omonima fermata.

## Altre Immagini

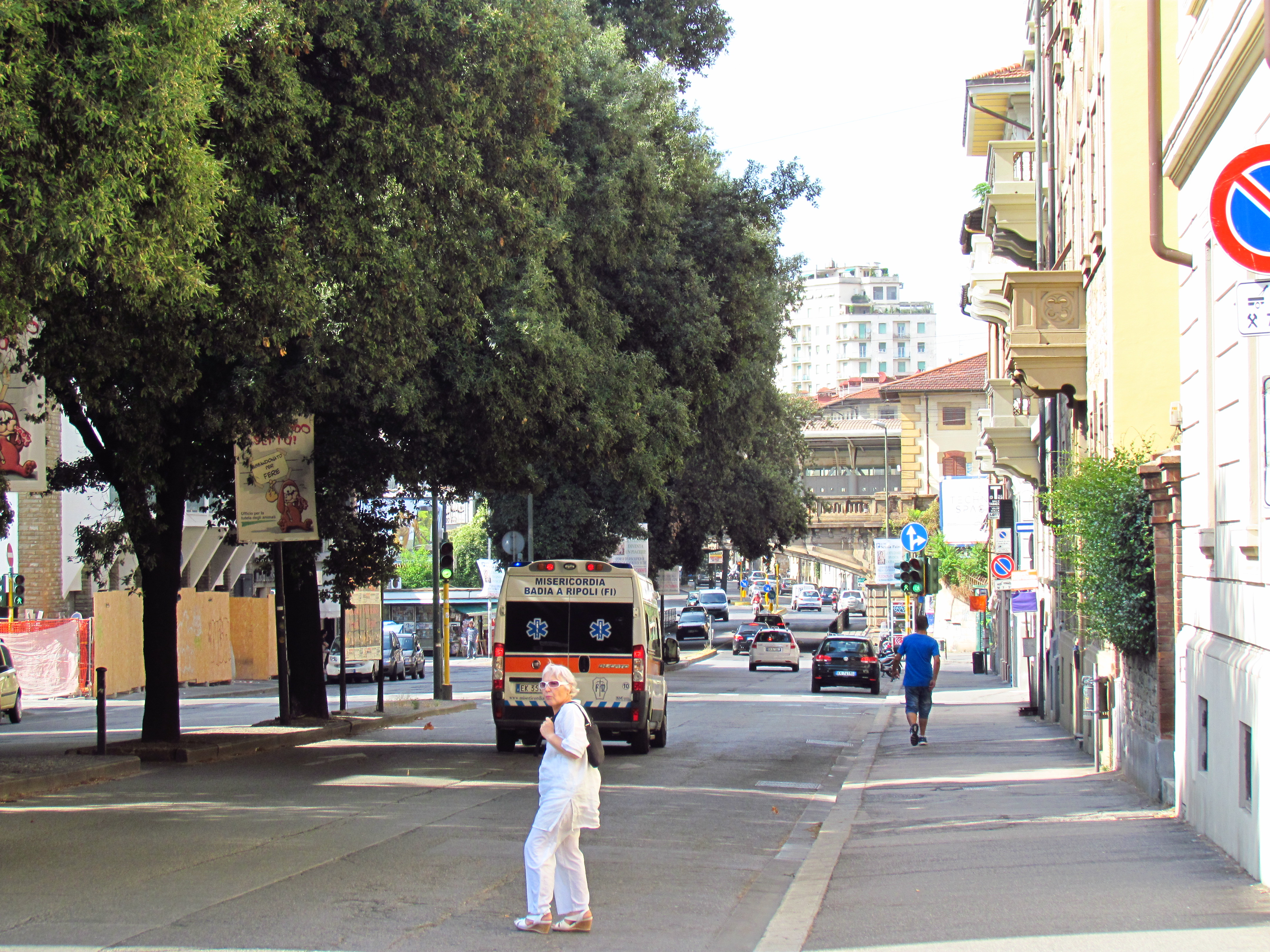
La via vista lato Fortezza